# Tosarhombus brevis
Tosarhombus brevis is een straalvinnige vissensoort uit de familie van botachtigen (Bothidae). De wetenschappelijke naam van de soort is voor het eerst geldig gepubliceerd in 1997 door Amaoka, Mihara & Rivaton.